# K.k. Dragonerregiment „Feldmarschall Herzog Hercules von Modena“ Nr. 5

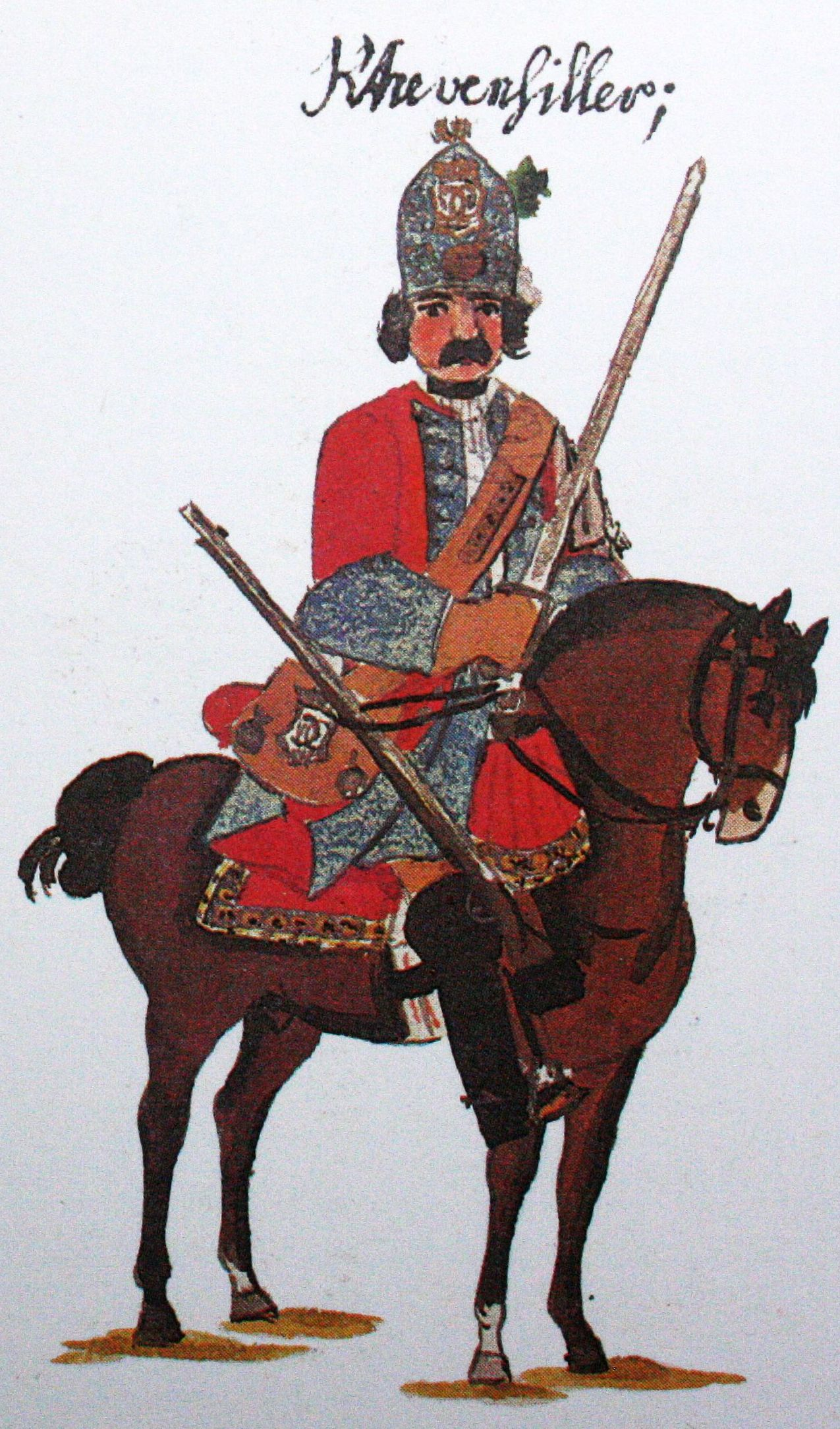
Berittener Grenadier des kaiserlichen Dragonerregiments Khevenhüller (D V) im Polnischen Erbfolgekrieg 1734 – Gudenushandschrift

Das Regiment war ein Kavallerieverband, der 1710 als Schönborn-Dragoner aus kurmainzischen Diensten in die kaiserlich-habsburgische Armee übernommen wurde. Weitere Bezeichnungen für das Regiment waren in der Rückschau: 1769 Cavallerie-Regiment Nr. 13, 1798 Dragoner-Regiment Nr. 5. Zur Systematik wurden nachträglich auch folgende Nummerierungen eingeführt: 1710/1 (nach Tessin), Dragonerregiment D V (nach Bleckwenn).
Im 17. und 18. Jahrhundert führten Regimenter nur den Namen des Regimentschefs.

## Formationsgeschichte

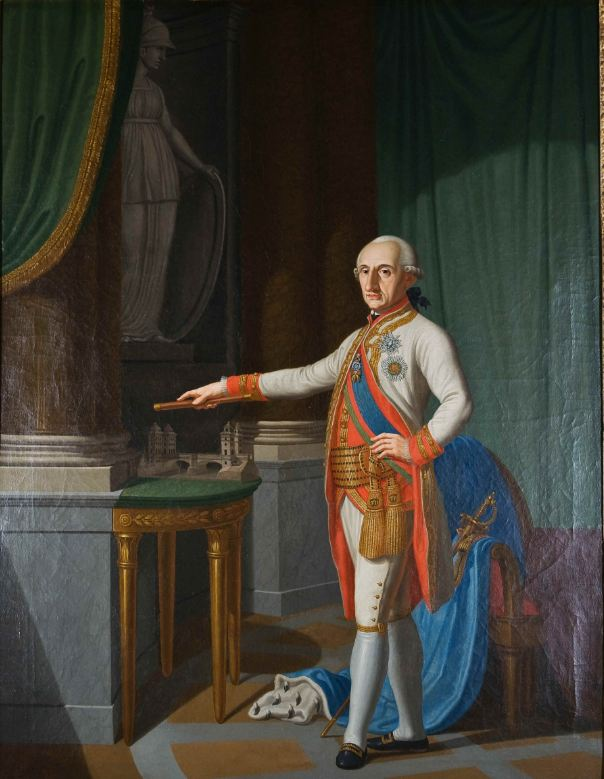
Feldmarschall Herzog von Modena wurde 1888 zum Namensgeber des Regiments

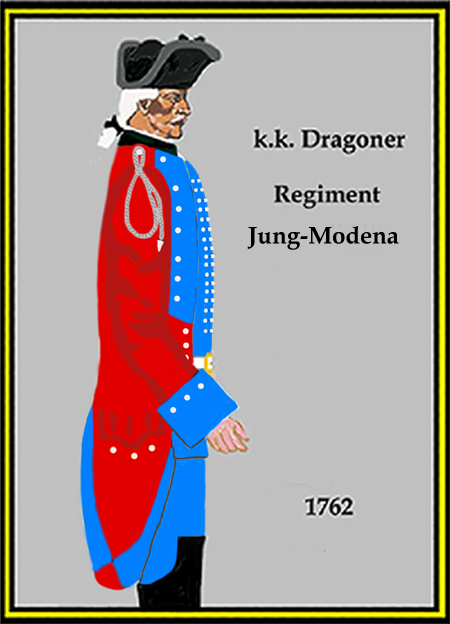
Uniform 1762

- 1706 wurde das Kurfürstlich-Mainzische Dragoner-Regiment durch den damaligen Kurfürsten Lothar Franz von Schönborn, als Miet-Regiment in kaiserlichen Sold überstellt.
- 1710 Mit Convention vom 16. April ging das Regiment ganz in kaiserlichen Dienst über
- 1721 wurden zwei Kompanien des aufgelösten Dragoner-Regiments „Veterani“ eingegliedert
- 1731 gab man Teile der 1727 aufgestellten Auctionskompanie an das Dragoner-Regiment „Vehlen“ (1748 aufgelöst) ab.
- 1760 Im Februar wurde der Verband in ein Chevauxlegers – Regiment umgewandelt.
- 1763 Rückumwandlung in ein Dragoner-Regiment
- 1768 wurde die Grenadierkompanie an das neu aufgestellte 1. Carabinier-Regiment (später Dragoner-Regiment Nr. 3) abgegeben, im Gegenzug eine Eskadron des aufgelösten Dragoner-Regiments Althann  übernommen.
- 1769 Zuweisung der Kavallerie-Stammlistennummer 13
- 1773 Umwandlung in ein Chevauxlegers-Regiment
- 1785 Zuteilung einer Division des Ulanen-Freikorps
- 1786 Abgabe einer Eskadron der ehemaligen Ulanen-Freikorps Division als Stamm für die neu aufzustellende Ulanen Division des Chevauxlegers-Regiments „Richecourt“ (Ulanen-Regiment Nr. 7)
- 1790–1791  Die durch Werbung wieder komplettierte Division wird an das neu formierte Ulanen-Regiment Nr. 1 abgegeben
- 1798 Umwandlung in das Leichte Dragoner-Regiment Nr. 5
- 1802 wurde das Regiment aufgelöst, die Oberst-Division zu „Levenehr Dragoner-Regiment Nr. 4“ (1860 aufgelöst) die Oberstlieutenant Division zu „Savoyen Dragoner-Regiment Nr. 5“ (später Dragoner-Regiment Nr. 13), die Majors Division zu „Hohenlohe Dragoner-Regiment Nr. 2“ (späteres Husaren-Regiment Nr. 15) überwiesen.

## Ergänzungen
- Das Regiment rekrutiert sich von 1781 bis zu seiner Auflösung aus Böhmen.

## Friedensgarnisonen
- 1714–1733 Ungarn
- 1735–37 Italien
- 1739–41 Veszprém
- 1748 Lodi
- 1751–56 Cremona – Pavia
- 1763 Szent-Mihály
- 1767 Debreczén,
- 1773 Tarnopol
- 1776–78 Zolkiew
- 1779 Schlesien
- 1780 Gródek
- 1787–88 Tarnów

1790–95 Rohatyn-Gródek
- 1798–99 Bayern
- 1801 Troppau, dann Ost-Galizien.

## Regimentsinhaber
- 1706 General der Kavallerie Franz Anselm Graf Schönborn (Dragoner-Regiment Graf Schönborn)
- 1726 Generalfeldwachtmeister Ludwig Andreas Graf Khevenhüller (Dragoner-Regiment Graf Khevenhüller)
- 1744 Feldmarschall-Lieutenant Johann Joseph Freiherr Holly (Dragoner-Regiment Holly)
- 1756 Generalfeldwachtmeister Hercules, Erbprinz (seit 1780 Herzog) von Modena

## Regimentskommandanten
- 1706 der Inhaber Obrist Graf Schönborn
- 1710 Obrist Wolfgang Ludwig von Kohno (Kuno)
- 1716 Obrist Ernst Freiherr von Petrasch
- 1732 Obrist Voith von Rieneck
- 1735 Obrist Graf Capitanei
- 1737 Obrist Leopold Graf Lamberg
- 1739 Obrist Johann Baptist Graf Serbelloni
- 1741 Obrist Johann Freiherr Kolb von Rheindorf
- 1746 Obrist Johann Ludwig Graf Starhemberg
- 1750 Obrist Heinrich La Reintrie Baron de Pin
- 1757 Oberst Johann Friedrich Brinckmann
- 1767 Oberst Caspar Graf Lodron
- 1775 Oberst Johann Nepomuk Freiherr Pfefferkorn von Ottobach
- 1784 Oberst Prokop Graf Klebelsberg
- 1789 Oberst Andreas Graf O’Reilly
- 1794 Oberst Friedrich Erbprinz von Hessen-Homburg
- 1797 Oberst Carl Freiherr von Roskowszky
- 1801 Oberst Johann Nepomuk Freiherr Hager von Altensteig (Allentsteig)

## Gefechtskalender

### Antihabsburgischen Aufstände im Königreich Ungarn
- 1706 Verlegung auf den ungarischen Kriegsschauplatz
- 1707 Das Regiment war dem Korps Starhemberg zugeteilt
- 1708–09 In der Hauptarmee, ohne größere Aktion
- 1710 Zur Belagerungstruppe vor Neuhäusel kommandiert
- 1711 Zu dem in Schlesien aufgestellten sogenannten"Neutralitäts Korps" detachiert

### Venezianisch-Österreichischer Türkenkrieg
- 1716 Teilnahme an der Schlacht von Peterwardein, der Belagerung von Temesvár und der Einnahme von Pancsova
- 1717 Schlacht bei Belgrad

### Polnischer Erbfolgekrieg
- 1734–35 Auf den Kriegsschauplatz nach Deutschland verlegt. Ohne Gefechtstätigkeit

### Russisch-Österreichischer Türkenkrieg (1736–1739)
- 1737 Zum Korps Hildburghausen detachiert. Operation in Bosnien (Gefecht bei Banjaluka)
- 1738 Zur Hauptarmee bei Kornia und Mehadia abgestellt.
- 1739 Schlacht bei Grocka und bei Pancsova

### Österreichischer Erbfolgekrieg
- 1741 Im Korps Khevenhüller. Teilnahme an der Operation in Oberösterreich
- 1742 Kämpfe in Bayern
- 1743 Mit der Hauptarmee im Gefecht bei Simbach. Vormarsch an den Rhein und Teilnahme an den dortigen Operationen. (Die Grenadier Kompanie war an der Einnahme von Dingolfing beteiligt.)
- 1744 Sicherungs- und Patrouillendienste am Rhein. Dann Verlegung nach Bayern.
- 1745 Kämpfe in Bayern (Gefecht bei Pfaffenhofen)
- 1746 Nach Italien verlegt, kämpfte das Regiment mit Auszeichnung bei Piacenza und Rottofreno
- 1747 Teilnahme am Feldzug in die Provence

### Siebenjähriger Krieg
- 1757 Schlacht bei Prag. Teile des Regiments kämpften bei der Verteidigung der Stadt,  der Rest in der Schlacht bei Kolin. Später war es am Gefecht  bei Moys, der Belagerung von Schweidnitz und in den Schlachten bei Breslau und Leuthen beteiligt.
- 1758 beteiligte sich ein Detachement an der Verteidigung von Schweidnitz, das Regiment nahm an der Belagerung von Neisse teil.
- 1759 Im Verband der Reichsarmee Gefechte bei Eulenburg, Pretsch und bei Maxen
- 1760–61 Ohne Gefechtstätigkeit
- 1762 Nur eine Abteilung im Gefecht bei Kammerndorf

### Bayerischer Erbfolgekrieg
- 1778–79 Bei der Armee in Mähren, 7. August 1778 große Verluste im Scharmützel bei Mladetzko südlich Freudenthal

### Russisch-Österreichischer Türkenkrieg (1787–1792)
- 1788 Bei der Hauptarmee. Scharmützel bei Semlin
- 1789 Belagerung von Belgrad

## Koalitionskriege
- 1796 Verlegung nach Deutschland. Kämpfe bei Neuburg und Schliengen
- 1799 Zu den Truppen in Vorarlberg kommandiert, beteiligte sich das Regiment an der Einnahme des Luciensteiges und von Chur. Schlacht von Zürich und Gefechte bei Brunnen
- 1800 Das Regiment wird zu den zur Deckung von Nordtirol eingesetzten Treppen abgestellt.

## Adjustierung des Regiments

### Dragoner-Regiment
- 1738: roter Rock, himmelblaue Aufschläge
- 1757: dunkelblauer Rock und Hose, ponceaurote Aufschläge
- 1765: roter Rock, dunkelblaue Egalisierung, weiße Hosen, weiße Knöpfe
- 1767: weißer Rock, dunkelblaue Egalisierung, weiße Hosen, weiße Knöpfe

### Chevauxlegers-Regiment
- 1773: unverändert

### Dragoner-Regiment Nr. 5
- 1798: dunkelgrüner Rock, orangegelbe Egalisierung, weiße Hosen, weiße Knöpfe